# Килмарнок (Вирџинија)
Килмарнок (енгл. Kilmarnock) град је у америчкој савезној држави Вирџинија. По попису становништва из 2010. у њему је живело 1.487 становника.

## Демографија
Према попису становништва из 2010. у граду је живело 1.487 становника, што је 243 (19,5%) становника више него 2000. године.
| Група             | 2000.       | 2010.       |
| Белци             | 986 (79,3%) | 958 (64,4%) |
| Афроамериканци    | 237 (19,1%) | 477 (32,1%) |
| Азијати           | 4 (0,3%)    | 15 (1,0%)   |
| Хиспаноамериканци | 7 (0,6%)    | 17 (1,1%)   |
| Укупно            | 1.244       | 1.487       |